# Shar Jackson
Sharisse Jackson (Boston, 31 agosto 1976) è un'attrice statunitense, nota principalmente per aver interpretato il ruolo di Niecy Jackson in 122 episodi della serie televisiva Moesha.

## Biografia
Shar Jackson è nata a Boston. Sua madre è di origini afroamericane e Cherokee, mentre suo padre è di origini portoricane e messicane. All'età di tre anni la Jackson si iscrisse al Theatrical Ensemble, quindi iniziò a lavorare come modella e successivamente seguì un corso di recitazione, apparendo in alcuni spot pubblicitari. Nel 1991, all'età di 15 anni, esordì come attrice, interpretando un episodio della serie televisiva Roc, quindi nel 1993 esordì nel cinema, con il film CB4, diretto da Tamra Davis. Dal 1996 al 2000 interpretò il ruolo di Niecy Jackson in Moesha. Sempre nel 2000 fu nel cast di Love & Basketball, diretto da Gina Prince-Bythewood e prodotto da Spike Lee.

## Vita privata
Dalla relazione con Kevin Federline ha avuto due figli: Kori Madison (31 luglio 2002) e Kaleb Michael (20 luglio 2004). Quando lei era ancora incinta del loro secondo figlio Federline iniziò una relazione con la pop star Britney Spears, che sposò pochi mesi dopo. Jackson ha altri due figli, Donovan (1993) e Cassilay (1995), nati da una precedente relazione.

## Filmografia

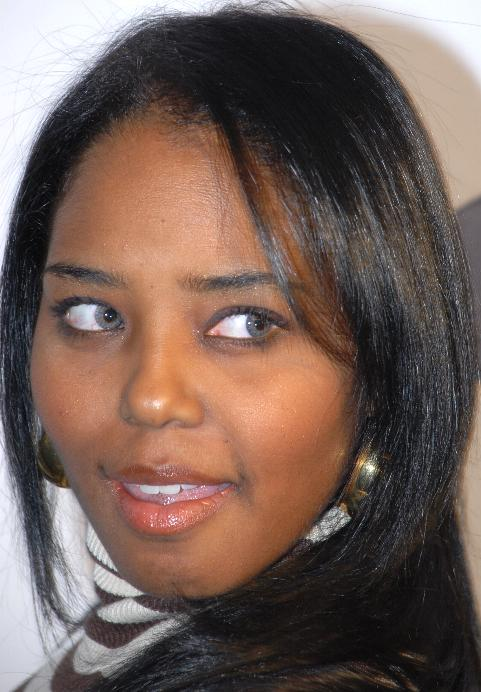
Un primo piano dell'attrice

### Cinema
- CB4, regia di Tamra Davis (1993)
- Missione hamburger (Good Burger), regia di Brian Robbins (1997)
- Love & Basketball, regia di Gina Prince-Bythewood (2000)
- Missione hamburger 2 (Good Burger 2), regia di Phil Traill (2023)

### Televisione
- Mr. Cooper (Hangin' with Mr. Cooper) – serie TV, episodi 1x16 e 4x05 (1993, 1995)
- South Central – serie TV, 3 episodi (1994)
- My So-Called Life – serie TV, episodi 1x03-1x04 (1994)
- Tutti a casa di Ron (Minor Adjustments) – serie TV, episodio 1x01 (1995)
- Moesha – serie TV, 122 episodi (1996-2001)
- Un genio in famiglia (Smart Guy) – serie TV, episodio 3x02 (1998)
- Ragazze a Beverly Hills (Clueless) – serie TV, episodio 3x20 (1999)
- Strepitose Parkers (The Parkers) – serie TV, episodi 1x07 e 2x07 (1999-2000)
- Girlfriends – serie TV, episodio 1x15 (2001)
- The Bernie Mac Show – serie TV, episodio 5x20 (2006)
- Tutti odiano Chris (Everybody Hates Chris) – serie TV, episodio 3x17 (2008)
- Shameless – serie TV, episodio 11x10 (2021)

### Doppiaggio
- La famiglia Proud (The Proud Family) – serie animata, episodio 1x20 (2002)